# Наама (вілаєт)
Наама (араб. ولاية النعامة) — вілаєт Алжиру. Адміністративний центр — м. Наама. Площа — 29 950 км². Населення — 209 470 осіб (2008).

## Географічне положення
На заході вілаєту проходить кордон з Марокко. На півночі межує з вілаєтами Тлемсен та Сіді-Бель-Аббес, на сході — з вілаєтом Ель-Баяд, на півдні — з вілаєтом Бешар.

## Адміністративний поділ
Поділяється на 7 округів та 12 муніципалітетів.
| Алжир | Це незавершена стаття з географії Алжиру. Ви можете допомогти проєкту, виправивши або дописавши її. |